# Takuya Kida
Takuya Kida (喜田 拓也, Kida Takuya) est un footballeur japonais né le 23 juillet 1994. Il évolue au poste de Milieu de terrain, Milieu défensif pour le club Japonais du Yokohama F. Marinos.

## Biographie
Il participe avec le Japon aux Jeux asiatiques de 2014. Par la suite, en mai 2016, il dispute avec les moins de 20 ans le Tournoi de Toulon.

## Palmarès
- Avec le  Yokohama F. Marinos
  - Champion du Japon en 2019